# Torredemer Gaudí
El Torredemer Gaudí és un conjunt de tres edificis de Matadepera (Vallès Occidental) protegits com a Bé Cultural d'Interès Local.

## Descripció
Conjunt format per tres edificis exempts rodejats de jardí i situats a banda i banda del carrer Gaudí. Comparteixen la tipologia (habitatges bessons) i les característiques formals però tots tres són diferents. Cada edifici està format per dos habitatges, que comparteixen la mitgera i es desenvolupen en alçada. Tenen una única coberta a dues vessants perpendicular a la façana principal, el que els dona l'aparença d'una gran casa pairal. Les façanes són de composició simètrica.